# Gorgias (taxiarque)
Pour les articles homonymes, voir Gorgias.

Gorgias (en grec ancien Γοργίας / Gorgias) est un officier macédonien sous le règne d'Alexandre le Grand au titre de taxiarque de la phalange.

## Biographie
Gorgias fait peut-être partie des Macédoniens ramenés par Amyntas, lorsque celui-ci est envoyé collecter des impôts en 332 av. J.-C. Sa présence dans l'armée macédonienne est attestée pour la première fois en 328 av. J.-C. comme taxiarque de l'ancien bataillon de Cratère lors d'une campagne en Bactriane, en compagnie de Polyperchon et d'Attale. Il participe à la campagne en Inde en accompagnant avec son bataillon la progression d'Héphaistion et de Perdiccas vers l'Indus. Il commande avec Attale et Méléagre les mercenaires durant la bataille de l'Hydaspe en 326. Il occupe une position en amont sur la rive ouest de la rivière et n'a donc pas participé à la bataille proprement dite.
En 324 av. J.-C., il conduit avec Cratère et Polyperchon les vétérans qu'Alexandre renvoie en Macédoine. Il doit être distingué du Gorgias mentionné par Plutarque comme étant l'un des officiers d'Eumène de Cardia durant la bataille de l'Hellespont.

## Sources antiques
- Arrien, Anabase [lire en ligne].
- Justin, Abrégé des Histoires philippiques de Trogue Pompée [détail des éditions] [lire en ligne].